# Provincia de Viken
Viken fue una provincia del este de Noruega que se creó el 1 de enero de 2020 por la fusión de Akershus, Buskerud y Østfold con la incorporación de otros tres municipios hasta el 2024. Su creación fue controvertida, con un índice de aprobación de alrededor del 20% en la región, y en las tres provincias fusionadas hubo bastante oposición a la medida. Viken fue catalogada como un caso de gerrymandering, En 2019, antes de que la fusión entrara en vigor, el consejo ejecutivo del condado de Viken determinó que su principal objetivo político sería disolver el condado. Tras las elecciones parlamentarias de Noruega en 2021, en las que los partidos que buscaban revertir la fusión obtuvieron la mayoría, el consejo ejecutivo inició formalmente el proceso de disolución de Viken.
La plataforma política del gobierno de Jonas Gahr Støre indicó que el gobierno llevaría a cabo la disolución de Viken y restablecería los condados de Akershus, Buskerud y Østfold, a partir de una solicitud formal del propio condado. El 22 de febrero de 2022, la asamblea regional de Viken aprobó esta solicitud, y la disolución se hizo efectiva el 1 de enero de 2024.
Viken tenía una población de más de 1,2 millones de personas, lo que representaba aproximadamente el 23% de la población nacional. La sede del condado era Oslo, capital nacional de Noruega, que era un enclave dentro de Viken pero no formaba parte de este. Oslo había sido la sede del condado de Akershus desde la Edad Media. Todo el territorio de Viken se encontraba dentro del antiguo Akershus histórico, que abarcaba gran parte del este de Noruega. El nombre “Viken” proviene de una región histórica que, desde finales de la Edad Media, se ha asociado con Bohuslän, en la actual Suecia occidental, aunque en la Edad Media temprana se usaba de manera más amplia para referirse a la zona alrededor del fiordo de Oslo.

## Historia
Viken fue formada en 2020 mediante la fusión de las provincias de Akershus, Buskerud y Østfold. Después de que las asambleas regionales elegidas votaran en contra de la fusión propuesta, una estrecha mayoría de los partidos de derecha en el Storting votó en 2017 a favor de la fusión de las provincias en 2020 por la fuerza; además, el Storting votó a favor de incluir el municipio de Svelvik de Vestfold, y los municipios de Jevnaker y Lunner de Oppland
La provincia de Viken toma su nombre de la región histórica de Viken, que durante la época vikinga se refería vagamente a las zonas que rodean el fiordo de Oslo, pero que se convirtió en sinónimo de Bohuslän (actualmente en Suecia) durante la Edad Media. En Noruega, el partido nazi Nasjonal Samling recuperó el nombre de Viken durante la Segunda Guerra Mundial para establecer un paralelismo con la época vikinga; el Nasjonal Samling denominó a Vestfold y Buskerud como Vest-Viken y a Akershus (que incluye la mayor parte de la moderna Oslo) y Østfold como Øst-Viken La nueva provincia de Viken no incluye grandes partes del Viken histórico, incluido el centro histórico de la región, Bohuslän, la mayor parte de Vestfold, ni Oslo. El condado de Viken decidió que la capital de la provincia provisional será Oslo.

### Debate "sannermandering"
Viken ha sido descrito, por ejemplo, por el director del Museo de Oslo, Lars Roede, como un ejemplo de Sannermandering, llamado así por el ministro responsable Jan Tore Sanner y modelado según el término gerrymandering. Roede describió a Viken como "una monstruosidad extrema que va en contra de la geografía y la historia", "que recuerda a los distritos electorales manipulados en los Estados Unidos", y profundamente impopular en las regiones afectadas. Roede también criticó "los logotipos de aficionados y los nombres no históricos".

### Disolución
El condado de Viken es ampliamente percibido como carente de legitimidad con un índice de aprobación del 20% en la región y las antiguas provincias en cuestión se oponen. Una queja común es la inclusión de áreas montañosas del interior como Ål y Hemsedal que carecen de una conexión cultural con el área de Oslofjord; otra queja común es la no inclusión de Oslo, a pesar de que Oslo ha sido la capital de Akershus desde la Edad Media y es el condado que tiene los vínculos más estrechos con Akershus, siendo la mayor parte de Akershus parte del área metropolitana de Oslo. El 1 de octubre de 2019, los partidos de la mayoría gobernante recientemente elegidos en el condado planeado declararon su intención de tratar de disolver Viken y restablecer las provincias de Akershus, Buskerud y Østfold.  La actual plataforma oficial de gobierno de la provincia de Viken afirma que "Viken es una construcción desconsiderada. El Storting ha fusionado Akershus, Buskerud y Østfold en contra de su voluntad", y declara que la disolución de Viken es el principal objetivo político de la administración de la provincia. Por la misma razón, el consejo comarcal decidió que no haría nada para fusionar las provincias en la práctica ni establecería una administración comarcal común; en su lugar, los condados existentes seguirían funcionando en sus ubicaciones actuales a la espera de su restablecimiento formal.
En las elecciones parlamentarias de 2021, los partidos que buscan disolver a Viken obtuvieron la mayoría, y el Partido del Centro puso como condición la disolución de Viken para participar en un nuevo gobierno. Inmediatamente después de las elecciones, el ejecutivo de la provincia inició el proceso formal para disolver Viken.

## Escudo de armas
El escudo de la provincia adoptado en 2020 se basó en una propuesta ciudadana, lo que significa que no tiene ningún parecido con las armas heráldicas más antiguas de la zona. El historiador Lars Roede criticó el escudo como un "logotipo amateur", y escribió que el escudo "no se adhiere a los requisitos de la buena heráldica", habría sido rechazado por los expertos en heráldica de los Archivos Nacionales, "parece tres platillos volantes bajo [una] gorra", y es "un logotipo, no un escudo heráldico"

## Municipios
La provincia de Viken tiene un total de 51 municipios:
| N.º. | Municipio n.º. | Nombre         | Población a 1 de enero de 2020 | Creado             | Antiguo municipio N.º.                                           | Antigua provincia |
| ---- | -------------- | -------------- | ------------------------------ | ------------------ | ---------------------------------------------------------------- | ----------------- |
| 1    | 3001           | Halden         | 31,373                         | 1 de enero de 2020 | 0101 Halden                                                      | Østfold           |
| 2    | 3002           | Moss           | 49,273                         | 1 de enero de 2020 | 0104 Moss 0136 Rygge                                             | Østfold           |
| 3    | 3003           | Sarpsborg      | 56,732                         | 1 de enero de 2020 | 0105 Sarpsborg                                                   | Østfold           |
| 4    | 3004           | Fredrikstad    | 82,385                         | 1 de enero de 2020 | 0106 Fredrikstad                                                 | Østfold           |
| 5    | 3005           | Drammen        | 101,386                        | 1 de enero de 2020 | 0602 Drammen 0625 Nedre Eiker                                    | Buskerud          |
| 5    | 3005           | Drammen        | 101,386                        | 1 de enero de 2020 | 0711 Svelvik                                                     | Vestfold          |
| 6    | 3006           | Kongsberg      | 27,723                         | 1 de enero de 2020 | 0604 Kongsberg                                                   | Buskerud          |
| 7    | 3007           | Ringerike      | 30,641                         | 1 de enero de 2020 | 0605 Ringerike                                                   | Buskerud          |
| 8    | 3011           | Hvaler         | 4,668                          | 1 de enero de 2020 | 0111 Hvaler                                                      | Østfold           |
| 9    | 3012           | Aremark        | 1,325                          | 1 de enero de 2020 | 0118 Aremark                                                     | Østfold           |
| 10   | 3013           | Marker         | 3,595                          | 1 de enero de 2020 | 0119 Marker                                                      | Østfold           |
| 11   | 3014           | Indre Østfold  | 44,792                         | 1 de enero de 2020 | 0122 Trøgstad 0123 Spydeberg 0124 Askim 0125 Eidsberg 0138 Hobøl | Østfold           |
| 12   | 3015           | Skiptvet       | 3,805                          | 1 de enero de 2020 | 0127 Skiptvet                                                    | Østfold           |
| 13   | 3016           | Rakkestad      | 8,255                          | 1 de enero de 2020 | 0128 Rakkestad                                                   | Østfold           |
| 14   | 3017           | Råde           | 7,508                          | 1 de enero de 2020 | 0135 Råde                                                        | Østfold           |
| 15   | 3018           | Våler          | 5,736                          | 1 de enero de 2020 | 0137 Våler                                                       | Østfold           |
| 16   | 3019           | Vestby         | 18,042                         | 1 de enero de 2020 | 0211 Vestby                                                      | Akershus          |
| 17   | 3020           | Nordre Follo   | 59,288                         | 1 de enero de 2020 | 0213 Ski 0217 Oppegård                                           | Akershus          |
| 18   | 3021           | Ås             | 20,439                         | 1 de enero de 2020 | 0214 Ås                                                          | Akershus          |
| 19   | 3022           | Frogn          | 15,877                         | 1 de enero de 2020 | 0215 Frogn                                                       | Akershus          |
| 20   | 3023           | Nesodden       | 19,616                         | 1 de enero de 2020 | 0216 Nesodden                                                    | Akershus          |
| 21   | 3024           | Bærum          | 127,731                        | 1 de enero de 2020 | 0219 Bærum                                                       | Akershus          |
| 22   | 3025           | Asker          | 94,441                         | 1 de enero de 2020 | 0220 Asker                                                       | Akershus          |
| 22   | 3025           | Asker          | 94,441                         | 1 de enero de 2020 | 0627 Røyken 0628 Hurum                                           | Buskerud          |
| 23   | 3026           | Aurskog-Høland | 17,390                         | 1 de enero de 2020 | 0121 Rømskog                                                     | Østfold           |
| 23   | 3026           | Aurskog-Høland | 17,390                         | 1 de enero de 2020 | 0222 Aurskog-Høland                                              | Akershus          |
| 24   | 3027           | Rælingen       | 18,530                         | 1 de enero de 2020 | 0228 Rælingen                                                    | Akershus          |
| 25   | 3028           | Enebakk        | 11,110                         | 1 de enero de 2020 | 0229 Enebakk                                                     | Akershus          |
| 26   | 3029           | Lørenskog      | 41,460                         | 1 de enero de 2020 | 0230 Lørenskog                                                   | Akershus          |
| 27   | 3030           | Lillestrøm     | 85,983                         | 1 de enero de 2020 | 0226 Sørum 0227 Fet 0231 Skedsmo                                 | Akershus          |
| 28   | 3031           | Nittedal       | 24,249                         | 1 de enero de 2020 | 0233 Nittedal                                                    | Akershus          |
| 29   | 3032           | Gjerdrum       | 6,890                          | 1 de enero de 2020 | 0234 Gjerdrum                                                    | Akershus          |
| 30   | 3033           | Ullensaker     | 39,625                         | 1 de enero de 2020 | 0235 Ullensaker                                                  | Akershus          |
| 31   | 3034           | Nes            | 23,092                         | 1 de enero de 2020 | 0236 Nes                                                         | Akershus          |
| 32   | 3035           | Eidsvoll       | 25,436                         | 1 de enero de 2020 | 0237 Eidsvoll                                                    | Akershus          |
| 33   | 3036           | Nannestad      | 14,139                         | 1 de enero de 2020 | 0238 Nannestad                                                   | Akershus          |
| 34   | 3037           | Hurdal         | 2,854                          | 1 de enero de 2020 | 0239 Hurdal                                                      | Akershus          |
| 35   | 3038           | Hole           | 6,799                          | 1 de enero de 2020 | 0612 Hole                                                        | Buskerud          |
| 36   | 3039           | Flå            | 1,050                          | 1 de enero de 2020 | 0615 Flå                                                         | Buskerud          |
| 37   | 3040           | Nesbyen        | 3,273                          | 1 de enero de 2020 | 0616 Nes                                                         | Buskerud          |
| 38   | 3041           | Gol            | 4,608                          | 1 de enero de 2020 | 0617 Gol                                                         | Buskerud          |
| 39   | 3042           | Hemsedal       | 2,486                          | 1 de enero de 2020 | 0618 Hemsedal                                                    | Buskerud          |
| 40   | 3043           | Ål             | 4,674                          | 1 de enero de 2020 | 0619 Ål                                                          | Buskerud          |
| 41   | 3044           | Hol            | 4,441                          | 1 de enero de 2020 | 0620 Hol                                                         | Buskerud          |
| 42   | 3045           | Sigdal         | 3,467                          | 1 de enero de 2020 | 0621 Sigdal                                                      | Buskerud          |
| 43   | 3046           | Krødsherad     | 2,212                          | 1 de enero de 2020 | 0622 Krødsherad                                                  | Buskerud          |
| 44   | 3047           | Modum          | 14,115                         | 1 de enero de 2020 | 0623 Modum                                                       | Buskerud          |
| 45   | 3048           | Øvre Eiker     | 19,423                         | 1 de enero de 2020 | 0624 Øvre Eiker                                                  | Buskerud          |
| 46   | 3049           | Lier           | 26,811                         | 1 de enero de 2020 | 0626 Lier                                                        | Buskerud          |
| 47   | 3050           | Flesberg       | 2,688                          | 1 de enero de 2020 | 0631 Flesberg                                                    | Buskerud          |
| 48   | 3051           | Rollag         | 1,390                          | 1 de enero de 2020 | 0632 Rollag                                                      | Buskerud          |
| 49   | 3052           | Nore og Uvdal  | 2,439                          | 1 de enero de 2020 | 0633 Nore og Uvdal                                               | Buskerud          |
| 50   | 3053           | Jevnaker       | 6,852                          | 1 de enero de 2020 | 0532 Jevnaker                                                    | Oppland           |
| 51   | 3054           | Lunner         | 9,048                          | 1 de enero de 2020 | 0533 Lunner                                                      | Oppland           |